# Línea 207c (Santiago de Chile)
La Línea 207c de Transantiago unía La Granja con la Pintana, recorriendo toda la Avenida Santa Rosa. Además, opera en horas punta un servicio expreso, denominado 207e, con el mismo trazado del recorrido principal y deteniéndose solo en algunas paradas.
Este recorrido recorría las principales vías de conexión entre La Granja y Puente Alto, siguiendo una ruta transversal de oriente a sur por el Metro Santa Rosa, pasando por importantes lugares de confluencia de gente, tales como la Avenida Santa Rosa y Camino El Retiro.
Formaba parte de la Unidad 2 del Transantiago, operada por Subus Chile, correspondiéndole el color azul a sus buses.

## Flota
El servicio 207c fue operado principalmente con máquinas de 12 metros, con chasís Volvo B7R carrozados por Caio Induscar (Mondego L) y Marcopolo (Gran Viale), los cuales tienen capacidad de 90 personas. En ciertos horarios de mayor afluencia de público, se incorporaban buses articulados de 18 metros con capacidad de 180 personas, cuyo chasis fue Volvo B9Salf y son carrozados por Caio Induscar (Mondego LA).

## Historia
La línea 207c fue concebida como una de las principales rutas del plan original de Transantiago, al cruzar la ciudad de punta a punta. Su preponderancia aumenta al ser la línea que se sobrepone a la mayoría del que conecta la estación Santa Rosa de la Línea 4A, la principal de la red del ferrocarril metropolitano.
Desde el 28 de enero de 2017 el servicio 207c fue eliminado por baja demanda de pasajeros y para aumentar la oferta de buses a los servicios 207e - 230.

## Trazado

### 207c La Granja - La Pintana (Eliminado)
| - Comuna de La Granja - Av. Sur - Av. San Gregorio - Comuna de San Ramón - Av. Santa Rosa - Comuna de La Pintana - Av. Santa Rosa - Camino El Retiro - De Servicio | - Comuna de Puente Alto - Av. Santa Rosa - Camino El Retiro - Av. Santa Rosa - Comuna de La Pintana - Av. Santa Rosa - Comuna de La Granja - Av. Santa Rosa - Av. Sur |

### 207e Mapocho - La Pintana
| - Comuna de Santiago - San Antonio - Av. Libertador Bernardo O'Higgins - San Francisco - Bio-Bio - Av. Santa Rosa - Comuna de San Miguel y San Ramón - Av. Santa Rosa - Comuna de La Pintana - Av. Santa Rosa - Camino El Retiro - De Servicio | - Comuna de Puente Alto - Av. Santa Rosa - Camino El Retiro - Av. Santa Rosa - Comuna de La Pintana, La Granja y San Joaquín - Av. Santa Rosa - Comuna de Santiago - Av. Santa Rosa - Enrique Mac-Iver - Cardenal José María Caro |

## Puntos de interés
- Metro Santa Rosa
- Municipalidad de La Granja
- Estación Experimental La Platina
- Municipalidad de La Pintana